# Eva Julin
Eva Jenny Christina Julin, född 15 januari 1947 i Halla församling, Södermanlands län, är en svensk mellanstadielärare och politiker (miljöpartiet) som tjänstgjorde som ersättare i Sveriges riksdag för Gävleborgs läns valkrets en kortare period 1995.